# Gabritini
Los gabritinos (Gabritini) son una tribu de hemípteros auquenorrincos de la familia Cicadellidae. Tiene los siguientes géneros.

## Géneros
- Gabrita[1]